# Apanteles megastidis
Apanteles megastidis är en stekelart som beskrevs av Muesebeck 1958. Apanteles megastidis ingår i släktet Apanteles och familjen bracksteklar. Inga underarter finns listade i Catalogue of Life.